# Cmentarz Hołoskowski we Lwowie
Cmentarz Hołoskowski we Lwowie (ukr. Голосківське кладовище) – cmentarz w północno-zachodniej części Lwowa w Rejon szewczenkowskim w pobliżu Lasu Brzuchowickiego. 
Najmłodsza lwowska nekropolia, powstała na początku lat 80. XX wieku ponieważ na dotychczasowych cmentarzach zaczęło brakować miejsc na nowe pochówki. Została nowocześnie zaplanowana, nie zrealizowano zaprojektowanych krematorium i kolumbarium. Jako przyczynę podaje się kryzys i negatywne podejście chrześcijańskiej ludności miasta. Do 2004 pochowano tu 64 tysiące zmarłych, obecnie jest to jeden z trzech lwowskich cmentarzy otwartych na nowe pochówki. Obecnie ma powierzchnię 74,8 ha. 